# Pseudoberlinia paniculata
Pseudoberlinia paniculata là một loài thực vật có hoa trong họ Đậu. Loài này được (Benth.) J. Duvign. miêu tả khoa học đầu tiên năm 1950.